# Szymanowice (powiat średzki)
Szymanowice (do 1945 r. niem. Schönbach) – wieś w Polsce położona w województwie dolnośląskim, w powiecie średzkim, w gminie Kostomłoty.

## Podział administracyjny
W latach 1975–1998 miejscowość położona była w województwie wrocławskim.